# 重慶機電
重慶機電股份有限公司（港交所：2722）是一家在香港上市的工業公司，是中國西部最大商用車輛零件及電力設備生產商，生產基地設於重慶，重慶機電控股(集團)公司旗下公司，董事長為王玉祥。
重慶機電主要業務為設計、生產及銷售商用車輛零件、電力設備、通用機械及數控機床。
2008年，重慶機電於6月在香港交易所上市，招股價為每股1.3元。
由重慶機電(2722)及其母公司機電集團、興業國際信託共同出資的重慶機電財務公司2013年1月21日舉行揭牌儀式。財務公司註冊資本6億元人民幣(下同)，重慶機電、母公司及興業信託將分別出資3.06億、1.8億及1.14億元，分別佔股權51%、30%及19%。

## 外部連線
- 重慶機電股份有限公司 （页面存档备份，存于）